# Ugo Martin
Pas d'image ? Cliquez ici

a Compétitions nationales et continentales officielles uniquement.

Ugo Martin, né le 5 novembre 1998 à Perpignan, est un joueur français de rugby à XIII évoluant au poste d'ailier. Formé à Salses puis évoluant au XIII Catalan et à Saint-Estève, il intègre ensuite l'académie des Dragons Catalans, il évolue en réserve à St-Estève XIII Catalan avec lequel il dispute la finale de la  Coupe de France en 2019.

## Palmarès
- Collectif :
  - Vainqueur du Championnat de France : 2019 (Saint-Estève XIII Catalan).
  - Finaliste de la Coupe de France : 2019 (Saint-Estève XIII Catalan).

### En club
| Saison    | Club                      | Compétition           | Matchs | Points | Essais | Goals | Drops |
| --------- | ------------------------- | --------------------- | ------ | ------ | ------ | ----- | ----- |
| 2017-2018 | Saint-Estève XIII Catalan | Championnat de France | 1      | -      | -      | -     | -     |
| 2017-2018 | Dragons Catalans          | Super League          | 1      | -      | -      | -     | -     |
| 2018-2019 | Saint-Estève XIII Catalan | Championnat de France | 11     | 20     | 5      | -     | -     |
| 2019-2020 | Saint-Estève XIII Catalan | Championnat de France | 3      | 4      | 1      | -     | -     |
| 2019-2020 | Palau-del-Vidre           | Championnat de France | 5      | 8      | 2      | -     | -     |
| 2020-2021 | Palau-del-Vidre           | Championnat de France | 3      | -      | -      | -     | -     |